# Luca Paganini
Luca Paganini est un footballeur italien né le 8 juin 1993 à Rome. Il évolue au poste d'attaquant au Ascoli Calcio.

## Biographie
Dès sa plus tendre enfance, il joue avec le Frosinone Calcio. Il dispute son premier match avec l'équipe première le 18 décembre 2011, contre l'US Siracusa, en Division 3 italienne. Le 18 octobre 2015, il signe son premier but en Serie A contre la Sampdoria (victoire 2-0).

## Palmarès
- Vice-champion de Serie B (D2) en 2015 avec le Frosinone Calcio
- Vainqueur des plays-offs de Lega Pro (D3) en 2014 avec le Frosinone Calcio